# Malena Nunes
Malena Riskevich Nunes (Sao Paulo, Brasil, 2 de febrero de 1995) es una YouTuber, streamer e influencer digital brasileña. Es conocida por sus vídeos de juegos en línea.En 2017 tenía uno de los mayores canales de juegos electrónicos controlados por una mujer en Brasil. Nominada en 2016 a Meus Prêmios Nick, ganó el premio en 2019 en la categoría Gamer of the Year. 

## Carrera
Nunes comenzó su carrera como YouTuber a los 17 años, impulsada por su madre que era aficionada a los juegos electrónicos. Cuando su canal empezó a crecer decidió abandonar su carrera de Radio y TV para dedicarse de lleno a YouTube. En el año 2016 publicó su primer libro, llamado ¡Fala aí, Malena! - O Livro dos Bunitos. El 15 de septiembre de 2017 fue invitada al Rock in Rio VII para estar en el Escenario Digital (lugar donde se alojan los YouTubers invitados en el festival).
El 7 de enero de 2022, y en colaboración con Maíra Medeiros, Nunes anunció el estreno del podcast Fogo no Podinho, creado para comentar la vigésima segunda edición del reality show Gran Hermano Brasil.

## Vida personal
En un video en agosto de 2020, compartió con sus seguidores que estaba atravesando problemas en su vida personal, lo que le impedía trabajar como le gustaría. En la entrevista, mencionó que sufrió prejuicios por su apariencia de niña.
Nunes se identifica como lesbiana.

## Filmografía

### Televisión
| Año  | Título           | Papel        | Notas        | Ref.          |
| ---- | ---------------- | ------------ | ------------ | ------------- |
| 2016 | Entubados        | Participante | 1ª temporada | [ 15 ] [ 16 ] |
| 2019 | Rock in Rio VIII | Reportera    |              |               |
| 2022 | Rock in Rio IX   | Reportera    |              |               |

### Internet
| Año  | Título                 | Papel        | Notas                           | Ref.   |
| ---- | ---------------------- | ------------ | ------------------------------- | ------ |
| 2016 | Legends of Gaming      | Participante | 2ª edición                      | [ 17 ] |
| 2018 | Os Donos da P**** Toda | Participante | (5º lugar)                      |        |
| 2020 | Hack Room Tilibra      | Presentadora |                                 | [ 18 ] |
| 2021 | Eu Fico Loko           | Invitada     | Podcast de Christian Figueiredo | [ 19 ] |
| 2022 | Fogo no Podinho        | Presentadora | Podcast junto a Maíra Medeiros  | [ 11 ] |
| 2023 | QSMP Purgatório        | Participante | 2ª edición                      | [ 20 ] |

## Libros
| Año  | Título                                 | Editora      | ISBN            | Ref.   |
| ---- | -------------------------------------- | ------------ | --------------- | ------ |
| 2016 | Fala aí, Malena! - O Livro dos Bunitos | Otro Planeta | ISBN 8542207793 | [ 21 ] |

## Premios y nominaciones
| Año  | Premio                              | Categoría                  | Resultado | Ref.   |
| ---- | ----------------------------------- | -------------------------- | --------- | ------ |
| 2016 | Meus Prêmios Nick 2016              | Canal de Juegos Favorito   | Nominada  | [ 22 ] |
| 2017 | Prêmio Jovem Brasileiro 2017        | Mejor Canal de YouTube     | Nominada  | [ 23 ] |
| 2019 | MTV Millennial Awards 2019 (Brasil) | Gamer del Año              | Nominada  | [ 24 ] |
| 2019 | Meus Prêmios Nick 2019              | Gamer del Año              | Ganadora  | [ 25 ] |
| 2022 | Prêmio iBest                        | Contenido de Juegos (Voto) | Ganadora  | [ 26 ] |
| 2022 | Prêmio iBest                        | Contenido de Juegos (Juri) | 3º Lugar  | [ 26 ] |